# 정람기

정람기의 깃발

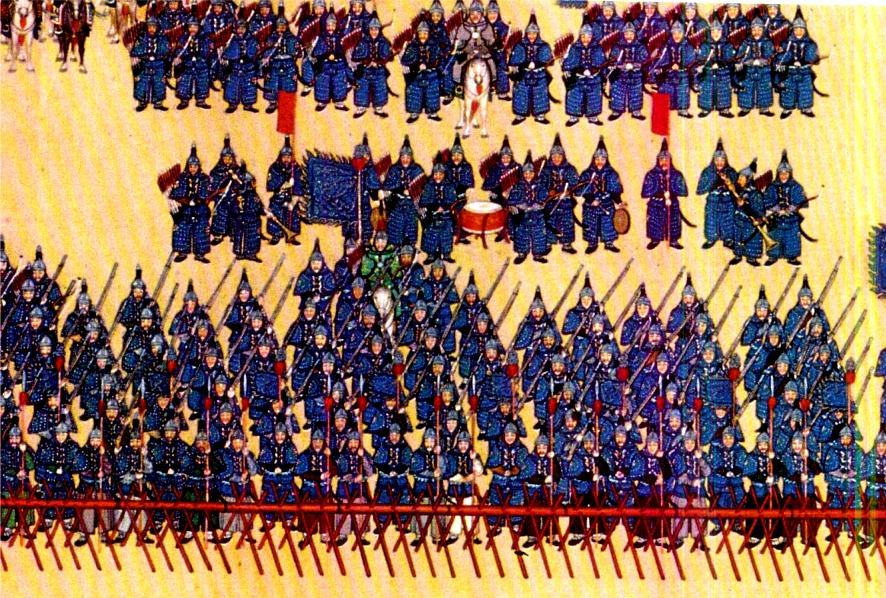
건륭제(乾隆帝)의 사열을 받는 정람기의 모습.

정람기(正蓝旗/整蓝旗, 만주어: ᡤᡠᠯᡠ
ᠯᠠᠮᡠᠨ
ᡤᡡᠰᠠ)는 중국 청대(清代) 팔기(八旗)의 하나로 그 기치의 색깔이 남색이었기에 붙은 이름이다. 기주(旗主)는 호쇼이 어르커 친왕(和碩豫親王)이 맡았으며, 정홍기(正红旗), 양백기(镶白旗), 양홍기(镶红旗), 양람기(镶蓝旗)와 함께 하오기(下五旗)라 불렸다.

## 개요
정람기는 크게  만주 · 몽골 · 한군으로 나뉘었으며, 청 왕조 초기 4대 암바 버일러(大贝勒)의 한 명이었던 망굴타이가 그 기주를 맡았다. 천총(天聪) 6년에 망굴타이는 죄가 있어 해직되고, 한(汗) 홍타이지가 직접 정람기를 통솔하며 상삼기(上三旗)의 하나를 이루었다. 홍타이지의 뒤를 이어 즉위한 순치제(顺治帝)의 섭정(摄政)이었던 예친왕(睿親王) 도르곤은 기존에 자신이 장악하고 있던 정백기(正白旗)를 상삼기로 격상시키고 정람기를 하오기로 낮추었으며 아울러 여러 왕(王)과 버일러와 그 자제들이 나누어 맡도록 하였다.
청 왕조 말기에 정람기는 83개의 정좌령(整佐领)、11개의 반분좌령(半分佐领)이 있었고, 기의 병사는 2만 6천 명을 헤아렸으며 가족 총인구를 포함하면 약 13만 명이다.

## 정람기 출신의 인물

### 만주족(만주 팔기)
- 망굴타이(만주어: ᠮᠠᠩᡤᡡᠯᡨᠠᡳ, 莽古尔泰)
- 다하이(만주어: ᡩᠠᡥᠠᡳ, 达海)
- 화이타부(만주어: ᡥᡡᠸᠠᡳᡨᠠᠪᡠ, 怀塔布)
- 기영(耆英)
- 취궁(启功)
- 훙저오(弘晝)

### 몽골족(몽골 팔기)
- 사이샹가(만주어: ᠠᡳᡧᠠᠩᡤᠠ, 赛尚阿)

### 한군(한족)
- 조이손(赵尔巽)
- 조이풍(趙爾豊)

## 같이 보기
- 팔기제(八旗制)

## 참고 자료
- 八旗史话
- 陈泽希：清末北京陆军贵胄学堂[깨진 링크]